# Флаг Басманного района
Флаг внутригородского муниципального образования - муниципального округа Басма́нный в городе Москве. Центральном административном округе города Москвы Российской Федерации.
Флаг утверждён решением Совета депутатов муниципального округа Басманный от 27 февраля 2024 года № 3/11 года и внесён в Геральдический реестр города Москвы с присвоением регистрационного номера.

## Описание
Флаг муниципального округа Басманный в городе Москве представляет собой прямоугольное красное полотнище с отношением ширины к длине 2:3, с желтой с черным орнаментом горизонтальной полосой шириной в 1/4 ширины полотнища, отстоящей от верхнего края на 2/7 ширины полотнища и сопровожденной посередине полотнища вверху желтым почтовым рожком, а внизу желтым караваем.
Флаг разработан на основе герба и повторяет его символику. Почтовый рожок указывает на находящийся здесь с 1700 года Главный московский почтамт.

## Обоснование символики
Желтая (золотая), украшенная узорами полоса, символизирует находящиеся здесь в прошлом слободы ювелирных мастеров, которые занимались басманным делом – тиснением на серебряных и золотых пластинах рельефных узоров. Такие пластины часто использовались для изготовления окладов икон. Таким образом полоса с узорами отражает одну из версий образования наименования муниципального округа – Басманный.
По другой версии название произошло от живших здесь пекарей, выпекавших особый хлеб для царского двора и царских служащих. Такой хлеб из-за специальных узоров, выполненных на нем, назывался басманом. Круглый хлеб на флаге муниципального округа напоминает об этой странице истории.
Также дополняют символику флага использованные цвета, имеющие свою традиционную символику:
Желтый цвет (золото) – как символ интеллекта, уважения, стабильности и богатства отсылают также к яркой истории муниципального округа.
Красный цвет – цвет любви, смелости и великодушия, также отсылает к истории муниципального округа, который благодаря своему расположению в центральной части города на протяжении многих веков являлся украшением столицы, сосредоточением прекрасных дворянских и великокняжеских усадеб, а также в прошлом и настоящем является центром интеллектуальной жизни Москвы.